# Gregory C. Carr
Gregory C. Carr, né le 1er janvier 1959 à Idaho Falls , est un  entrepreneur et philanthrope américain, ancien de l'Université Harvard qui a créé Prodigy une société spécialisée de services en ligne sur Internet avec notamment le voice mail. Son entreprise philanthropique la plus remarquable est la restauration au Mozambique du célèbre parc national de Gorongosa . En effet, Greg Carr s'est engagé dans la reconstruction de ce parc ravagé par la Guerre civile du Mozambique entre 1977 et 1992 qui a  gravement endommagé la biodiversité et l'environnement du Parc . Gorongosa était le joyau du Mozambique doté d'un écosystème exceptionnel, le gouvernement a fait appel à lui pour faire renaitre ce parc. Greg Carr s'est lancé dans ce vaste projet de reconstitution en promettant quarante millions de dollars sur trente ans afin de reconstruire et faire prospérer Gorongosa, grâce à l'écotourisme afin de faire vivre la population locale en l'associant étroitement au destin de ce parc.

## Biographie

### Enfance et Éducation
Gregory Curtis Carr est né le 1er janvier 1959 à Idaho Falls, Idaho de Taylor Henry Carr, médecin et de Betty Olsen Carr. Il est le cadet de sept enfants et il a grandi à Idaho Falls. Greg C Carr a fréquenté Idaho Falls High School. Il a d'abord étudié à l'université d'État de l'Utah, sur un cycle, avec une spécialisation en histoire.Il obtient un B.S en Histoire en 1982. Greg a reçu un diplôme de maîtrise en politique publique de l'université Harvard à la John F. Kennedy School of Government en 1986.

### Création de Boston Technology
En 1986, inspiré par l'éclatement de AT & T en sept compagnies régionales conformément à la loi antitrust (sept Baby Bells), Greg Carr fonde Boston Technology avec Scott A. Jones. Les deux hommes, anticipant la croissance dans le secteur des télécommunications à la suite de la déréglementation de l'industrie, ont développé un système de traitement de la voix. Les premiers fournisseurs de Baby Bell et ensuite d'autres transporteurs canadiens ont rapidement pris le nouveau produit. L'accord de la compagnie Boston Technology avec NTT du Japon en 1992 l'a poussé sur les marchés internationaux. Greg C Carr restera Président de Boston Technology jusqu'en 1992, 

Par la suite, en 1997, Boston Technology fusionna avec Comverse Technology, Inc.. l'une des entreprises pionnières à commercialiser un système de messagerie vocale  à des compagnies de téléphone.

### Prodigy
En Juin 1996, à trente six ans, Greg C. Carr  déjà cofondateur de International Wireless Inc., une société à Cambridge, Massachusetts fondée deux ans auparavant, devient l'investisseur de Prodigy créée en 1990 en joint-venture entre le géant IBM et le détaillant Sears. Greg C. Carr rachète la compagnie à IBM et Sears en proposant à cette entreprise en difficulté un plan de soutien. Il réinvente le business model de Prodigy pour en faire un fournisseur de services Internet mondial précoce (ISP) 
  
La nouvelle équipe espérait créer ce que le président Greg Carr, le deuxième actionnaire de la société, appelait alors un Super ISP (fournisseur de services Internet). Le service Internet Prodigy, lancé en octobre 1996, comptait à cette époque 256 000 abonnés, ce qui en a fait le quatrième fournisseur d'accès Internet aux États-Unis. 

Contrairement aux autres services en ligne classique, Prodigy Internet a obtenu d'excellentes critiques pour sa facilité d'utilisation et sa fiabilité. Par la suite, Carr et son équipe ont eu une ambition plus globale, celle de  lancer  Prodigy Internets dans certains endroits improbables, comme la Chine , le Ghana  et le Mexique ,.
Aucune autre entreprise américaine n'a été aussi agressive à propos de l'accès à l'Internet dans le monde en développement, et comme disait Carr à cette époque : "Si c'est un marché massif aux États-Unis, soyons les entrepreneurs qui apparaissent les premiers dans les pays où l'Internet n'est pas encore présent". Prodigy possède Africa Online, qui comptait 5 000 abonnés en 1997. Selon Bill McQuain, qui supervisait les relations de Microsoft avec les FAI en Afrique, le marketing agressif d'Africa Online a été une des raisons pour lesquelles l'utilisation d'Internet au Kenya, en Côte d'Ivoire et au Ghana a augmenté de 50% au cours des six derniers mois de 1997,.
Prodigy a été lancé en Chine en avril 1997 avec seulement 3 500 abonnés en septembre. A l'automne 1997, Prodigy fait ses débuts au Mexique, pays du plus grand investisseur de la société, Carlos Slim Helú, président de Telmex, la compagnie de téléphone Mexicaine. Carr et ses partenaires développèrent des contenus pour les marchés mexicains, chinois et africains, et espéraient ainsi mettre le même type de contenu à la disposition des marchés ethniques des États-Unis.
Concernant Prodigy, Kate Delhagen de Forrester Research à Cambridge, Massachusetts disait que: «La stratégie internationale est intéressante et les marchés ethniques des États-Unis sont notoirement mal desservis, Prodigy a beaucoup de potentiel. La poussée mondiale est particulièrement logique étant donné le fait que les Baby Bells (Surnom donné aux compagnies de téléphone régionales américaines formées lors de la dissolution d'AT & T (Ma Bell) en 1984. Baby Bells ont été créés conformément à la législation antitrust conçu pour créer plus de concurrence au sein de l'industrie.) devaient envahir le marché des ISP. 

Deux ans après l'acquisition de Prodigy, Greg C Carr vendit sa part de la compagnie au magnat des médias mexicain Carlos Slim et a quitté toutes ses autres entreprises à but lucratif.

Greg C. Carr  siège actuellement au conseil d'administration de Internews, un organisme sans but lucratif dont l'action est de faire avancer le journalisme indépendant.

### Activités humanitaires
En 1998, Carr démissionne de toutes ses missions lucratives pour se consacrer à des activités humanitaires. En 1999, il fonde le "Carr Center for Policy human rights" centre Carr pour la politique des droits de l'homme", autrement dit le centre Carr de la politique des droits de l'homme  à l'université Harvard au JFK School of Government.
 
En effet, grâce à la recherche et à l'enseignement, le Centre Carr cherche à rendre les principes des droits de l'homme au centre de la formulation de bonnes politiques publiques aux États-Unis et dans le monde. Il a aidé ce Centre des Droits de l'homme avec un don de dix huit millions de dollars.
L'objectif du Centre Carr était d'être un centre de recherche, d'enseignement et de formation pour examiner les effets sur les droits de la personne dans le monde des politiques et des actions gouvernementales, des organisations internationales et des acteurs indépendants. La démarche du centre était d'entreprendre des recherches empiriques, philosophiques et conceptuelles sur le concept des droits de la personne, ainsi que sur sa relation avec d'autres disciplines.

Carr a également contribué à la création du Musée dans l'Idaho Monument aux droits de l'homme d'Anne Frank à Boise, la Capitale de l'Idaho.

### Activiste des droits de l'homme
Gregory C. Carr a été actif dans les activités des droits de l'homme dans son état de l'Idaho à domicile.
En 2000, il a cofondé le Musée de l'Idaho situé à Idaho Falls. Et en 2001, il a ouvert le Théâtre Marché à Harvard Square, Cambridge, Massachusetts. Le théâtre est connu pour mettre en valeur les petites productions indépendantes et expérimentales.

En 2001, il a acheté une propriété consacrée à la composition des nations aryennes, près de Hayden Lake, Idaho, après que cette propriété ait été saisi par ordonnance d'un tribunal à la suite d'un procès intenté avec succès par Southern Poverty Law Center contre le groupe nazi.
 
Il a fait don au collège du North Idaho d'un terrain pour en faire un havre de paix.

### Fondation Carr
En 1999, il a également fondé la Fondation C. Gregory Carr, un organisme sans but lucratif à travers lequel il a été impliqué dans divers projets, y compris le projet de restauration de Gorongosa. La Fondation Carr est actuellement engagée dans la restauration du parc national de Gorongosa pour 30 ans, à la fois, dans le centre du Mozambique, ainsi que pour le développement durable des communautés qui entourent le parc. 

A l'approche de ses quarante ans, Greg Carr souhaitait passer à l'action plutôt que de "dire" comme il a pu le faire dans ses précédente entreprise humanitaire que ce soit celle des droits de l'homme u les autres.

En 2004, Greg Carr fut invité par le gouvernement du Mozambique pour les rejoindre dans le management du Parc qui constitue le joyau du pays. Gorongosa fut un parc magnifique avec un écosystème exceptionnel doté d'une grande variété d'espèces avant la guerre c'est-à-dire dans les années soixante et soixante-dix qui attirait de nombreuses personnalités. La guerre civile fut déclenchée en 1977 avec l'instauration d'un régime communiste (FRELIMO) et une lutte sans merci contre la RENAMO (groupe de résistance). La guerre prit fin en 1992 avec la signature d'un traité de paix à Rome.

Après dix-huit ans de guerre civile, la parc a été totalement détruit, la faune décimée par le braconnage. En 2008, après quelques années de préparation, la fondation Carr a signé un accord pour vingt ans de collaboration avec les principes suivants dont la plupart sont inspirés par son ami le Professeur Edward Osborne Wilson:                 
- Protéger le patrimoine biologique de la terre

- Améliorer la compréhension scientifique

- Communiquer sur la Nature grâce au vecteur de l'éducation et l'inspiration

- Créer de bons emplois pour les personnes qui vivent aux alentours du parc

- Développer l'Eco tourisme et Enrichir les visiteurs avec des expériences d'aventure, esthétiques et spirituelles.
On comprend ainsi que l'idée est d'y associer les communautés locales dans la restauration du Parc. Cela permet, en effet de lutter contre le braconnage qui est le plus grand fléau du parc. Un certain nombre de membres de la communauté sont devenus rangers, d'autres travaillent dans les diverses installations du parc et dans le campement de Chitengo. Greg C. Carr a créé un grand nombre d'écoles pour les enfants, a installé des pompes à eau. Il se tient en permanence informé de leurs besoins tout en leur expliquant que le parc de Gorongosa est leur plus grande richesse.

### Origine du Projet Gorongosa
Un ami a présenté Greg C. Carr à l'Ambassadeur du Mozambique auprès de l'ONU, l'Ambassadeur a invité Carr à venir aider son pays. Dans le même temps, Carr a commencé à passer beaucoup de temps en ligne, en lisant de façon compulsive les menaces à la biodiversité de la terre. Il a été alarmé par la perspective - largement considérée comme probable parmi les scientifiques de l'environnement - que jusqu'à un quart des espèces vivantes cessera d'exister à la fin de ce siècle. Le problème était généralement décrit comme un conflit entre l'humanité et le reste de la nature. Comme d'habitude, Carr ne voyait pas comment on pouvait gagner en prenant parti; Il était plus logique d'essayer de supprimer le conflit, de rendre les gens et les écosystèmes dans lesquels ils vivaient se servir mieux. Pensant ainsi, il s'est envolé au Mozambique, a loué un hélicoptère et a visité les parcs nationaux.

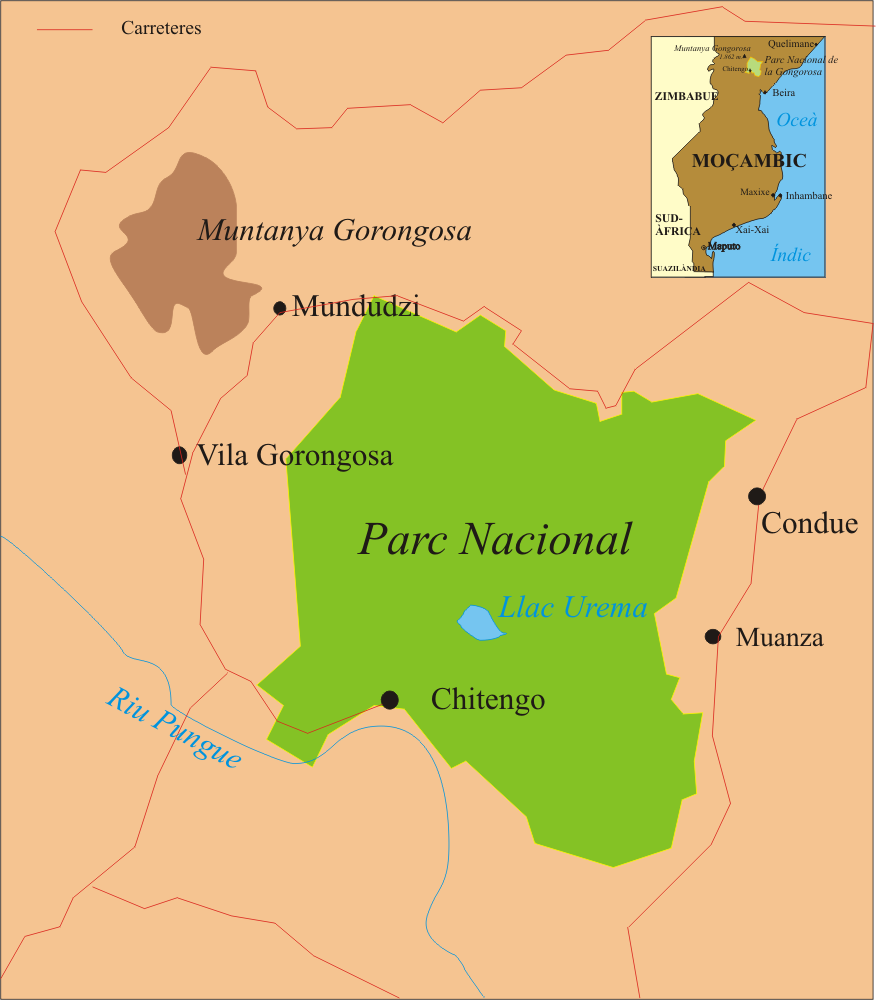
Carte du parc.

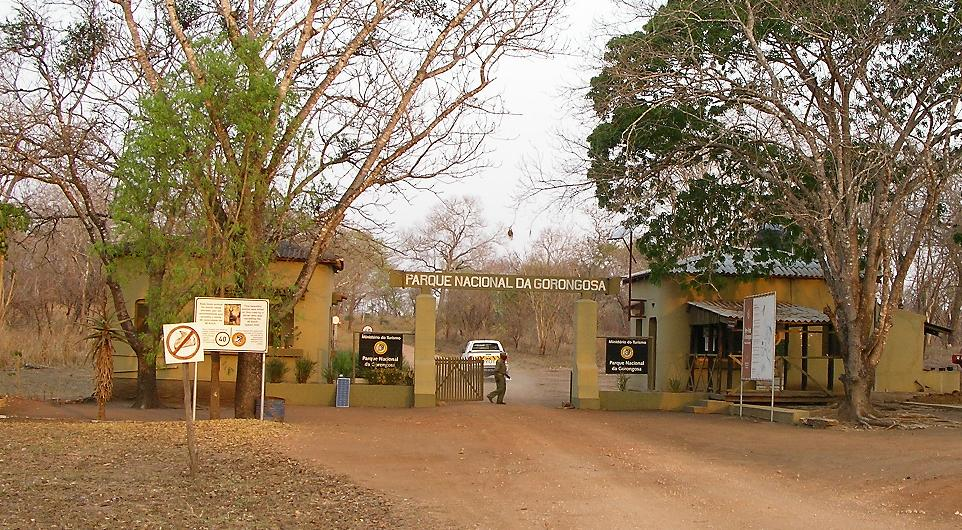
Entrée du Parc de Gorongosa

### Renaissance du Parc National de Gorongosa
Gregory C. Carr s'investit intensément à Gorongosa . Il fait venir des scientifiques du monde entier pour l'aider dans cette entreprise sous la houlette de Edward Osborne Wilson célèbre entomologiste et myrmécologue, père de la sociobiologie et surtout du concept de biodiversité. E.O Wilson est désormais très préoccupé par la dégradation de l'environnement et des dommages causés à la biodiversité.

À Gorongosa, on trouve un expert pour presque chacune des espèces, qu'elle soit mammifère, oiseaux, insecte ou reptile. Il y a une experte Paola Bouley pour les lions, une autre spécialiste mondiale  des éléphants telle que Joyce Poole, sœur de Bob Pool, un autre talentueux chercheur à Harvard pour les insectes Piotr Naskrecki qui a co-écrit avec E.O.Wilson " Windows on Eternity". Gorongosa compte aussi de nombreux autres talentueux scientifiques venant du Monde entier sans oublier le chef vétérinaire Rui Branco qu'E.O Wilson biologiste ami de Greg Carr  a convaincu de venir pour aider à la résilience du parc.

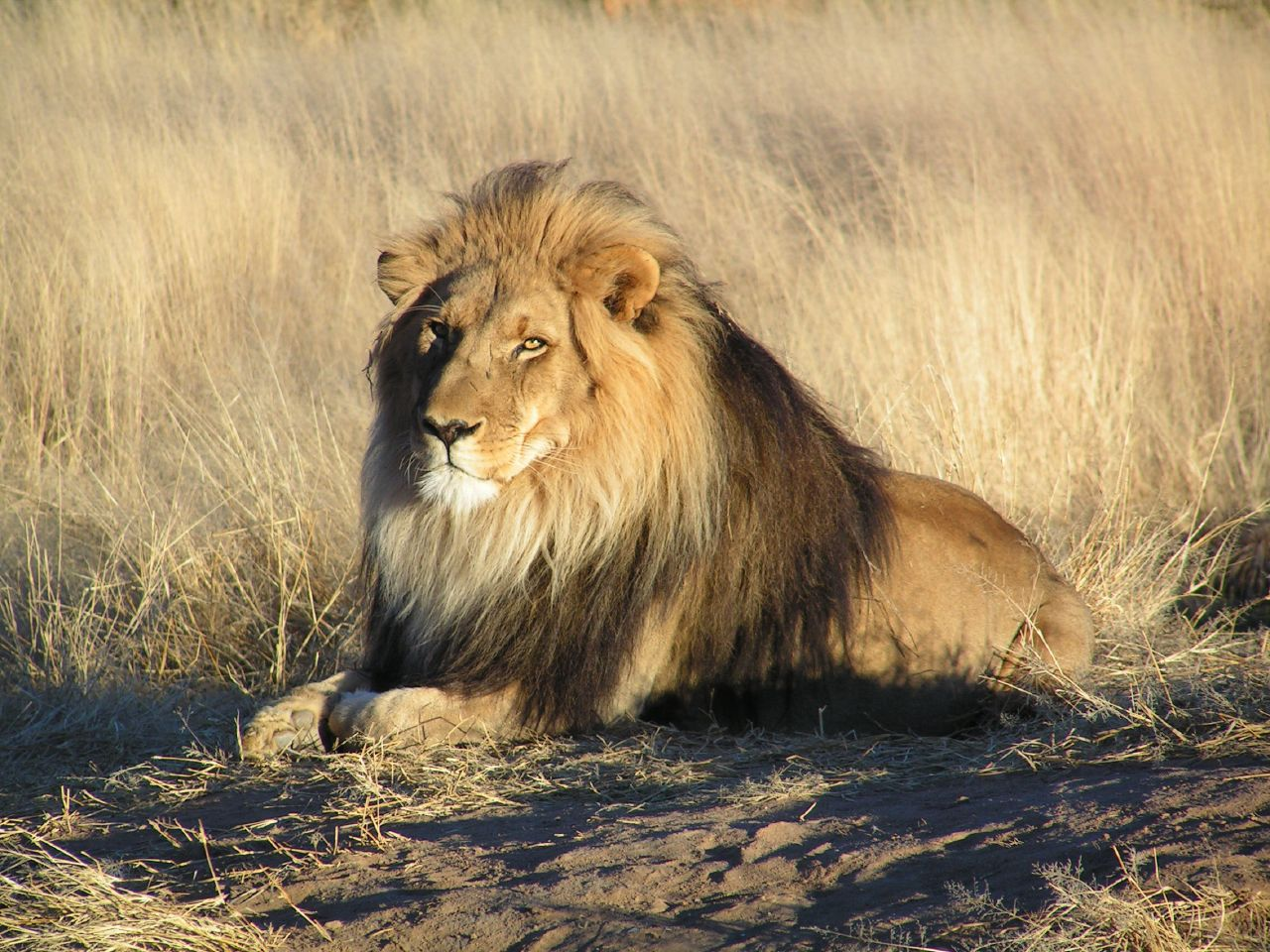
Lion attendant au parc

A Gorongosa, le premier laboratoire de recherche sur la biodiversity a été créé sous son nom Edward O. Wilson Biodiversity lab .

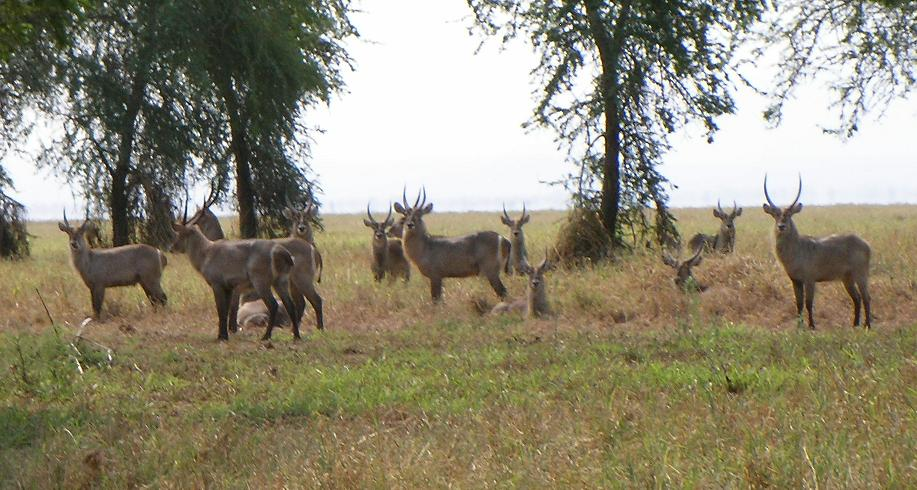
Cobe defassa (waterbuck)
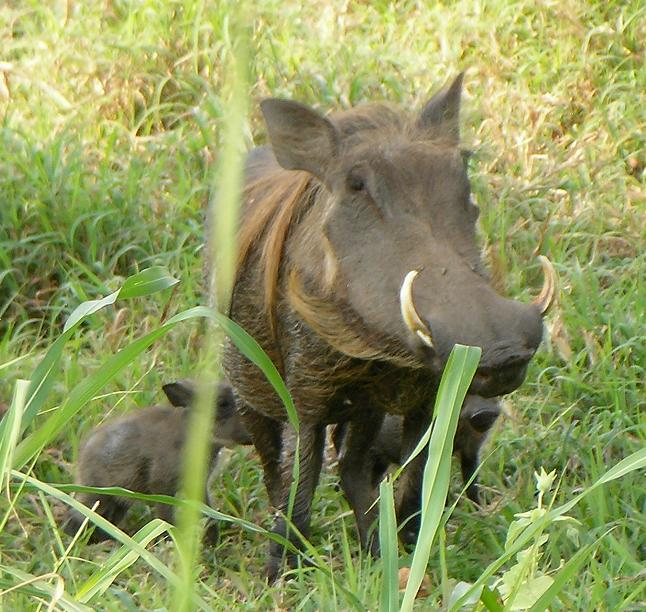
phacochère
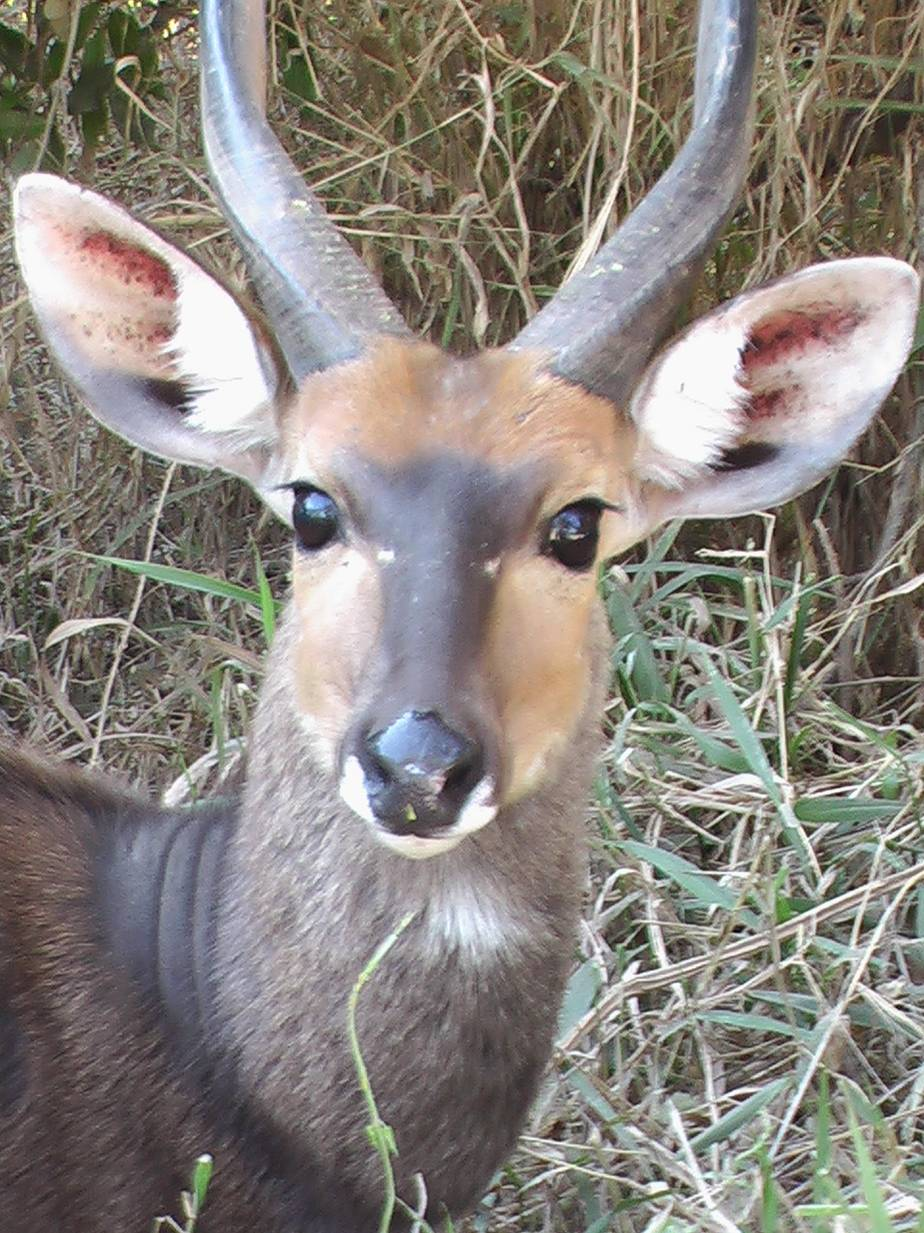
Cobe de la brousse

L'équipe Gorongosa a réintroduit des nombreuses espèces telles que des zèbres, des cobs et de nombreuses autres dans l'écosystème du Mozambique, provenant des parcs des pays voisins. Cette expérience inédite permet également de faire avancer la compréhension scientifique sur l'écosystème du parc.

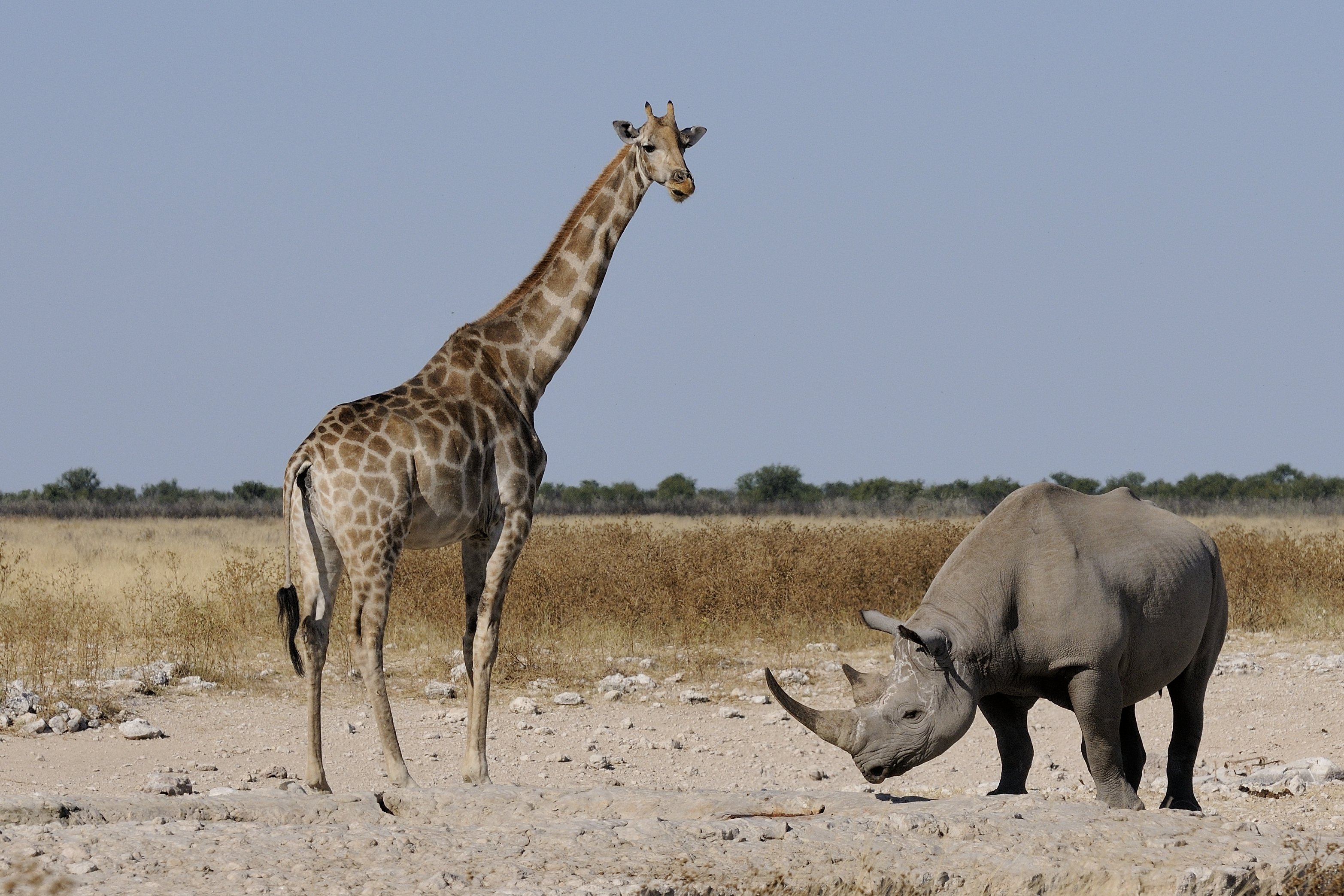
Girafe et rhinocéros.
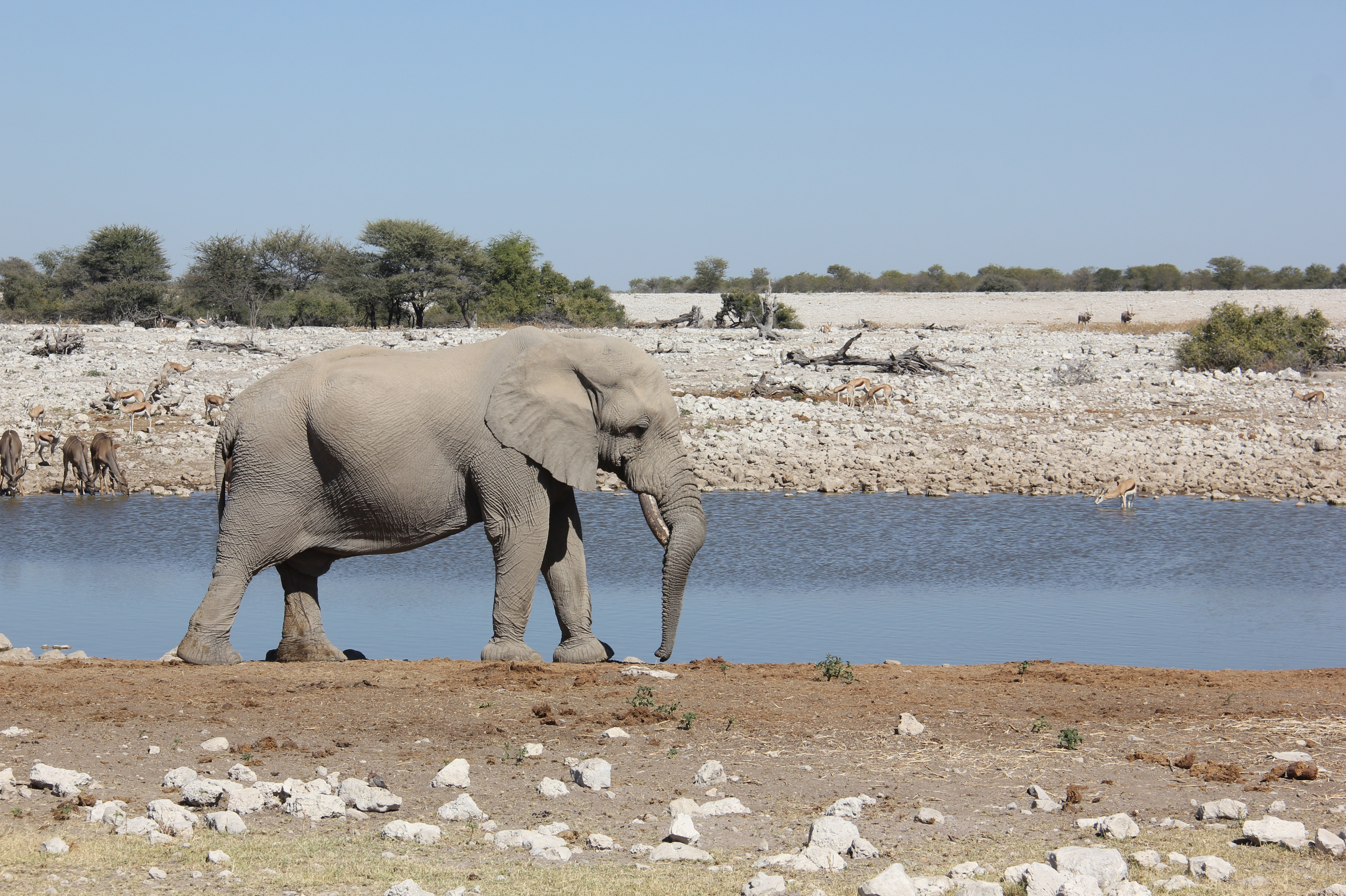
Éléphant.
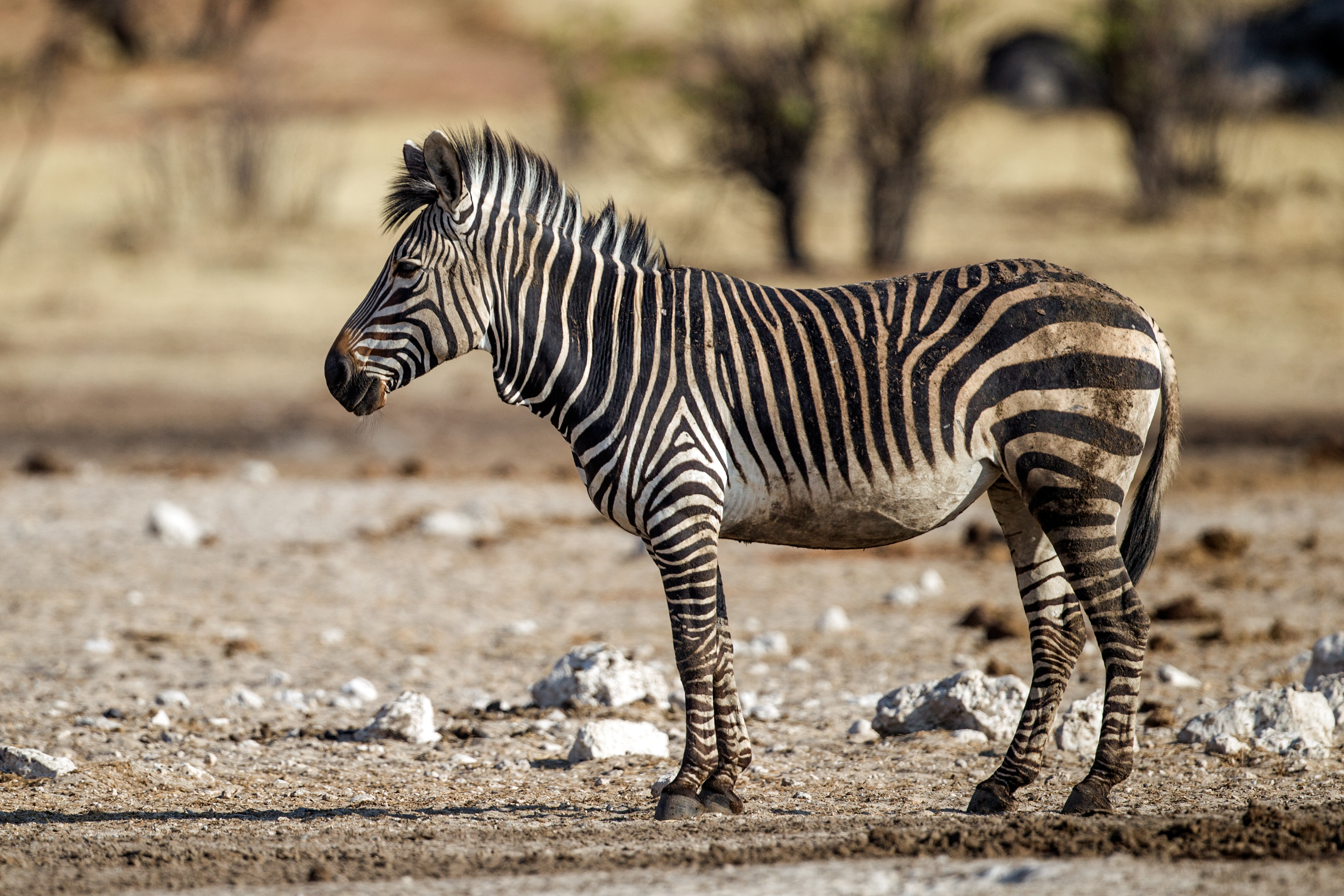
Zèbre de montagne.

À partir de l'expérience de renaissance de Gorongosa, E. O. Wilson a développé le concept de fenêtre sur l'Éternité qu'il a décrit dans son livre " A window on Eternity" C'est la Marche d'un biologiste à travers le parc National de Gorongosa (2014) magnifiquement illustré avec les photos de l'entomologiste Piotr Naskrecki
De plus, ils ont planté plus de trois millions d'arbres de la forêt tropicale dans le Mont Gorongosa. Il a créé un centre de recherche scientifique de restauration de l'écologie internationale, il a instauré l'écotourisme dans le parc. Gregory C. Carr offre également des programmes de santé et d'éducation pour les communautés locales vivant à proximité des frontières du parc. Gregory C. Carr vit cinq mois par an à Gorongosa. et selon lui, Gorongosa est le projet de sa vie et il y restera très longtemps probablement le reste de sa vie,,.
La chaine de télévision National Geographic , en particulier Bob Poole  cinéaste lauréat d'un Emmy Award  présente une chronique de la restauration du parc dans leur film, qui est aussi au programme de la version française de National Geographic Wild, ainsi que le programme CBS Nouvelles "60 Minutes", le 26 octobre 2008. Gorongosa a été le thème de l'émission faut pas rêver en France en 2014.

### Autres activités
Carr siège actuellement au board de la société Internews, une organisation sans but lucratif pour faire avancer le journaliste  indépendant.
Gregory C. Carr est un ami intime du biologiste E. O. Wilson qui est également un des scientifiques très actifs et très investis sur le projet de restauration du parc de Gorongosa.

### Honneurs et distinctions
À la Université d'État de Boise, Greg C. Carr a reçu la distinction de Docteur Honoraire en lettres Humaines le 9 mai 2015 pour sa généreuse contribution à l'humanité, pour son engagement au progrès du Bien-Être Humain.